# 소니 롤리

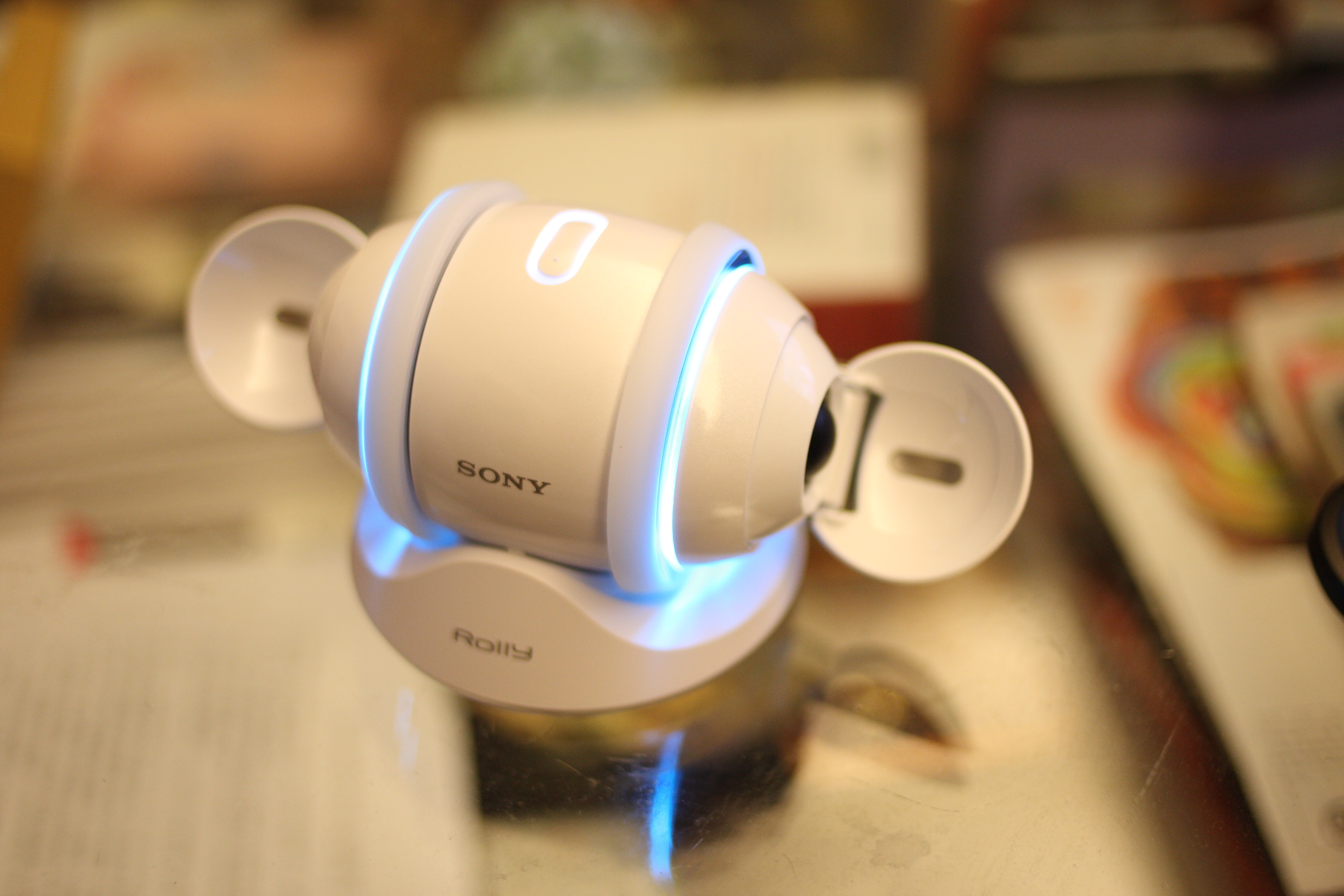
2007년 일본 무역쇼에서 공개된 소니 롤리

소니 롤리(영어: Sony Rolly)는 2007년에 소니에서 개발한 디지털 로봇 MP3 플레이어이다. 음악 종류에 따라 다양한 춤 동작이 가능하다.